# Нудельман Михайло
Миха́йло Нудельман (*30 червня 1938, Київ — 25 грудня 2018) — ізраїльський політичний та державний діяч, віце-спікер Кнесету.

## Життєпис
Навчався у Львівському політехнічному інституті (професор економіки).
М.Нудельман емігрував на історичну батьківщину 1991 року.
Один з тих, хто виступає за тісну співпрацю між Україною та Ізраїлем: очолює в Кнесеті міжпарламентську групу «Ізраїль-Україна».